# Frank van Straalen
Frank van Straalen (Oisterwijk, 23 januari 1964) is een Nederlands voormalig profvoetballer. Hij gold als een ouderwetse linksbuiten en kwam uit voor onder meer Willem II, VVV en RBC.
Van Straalen maakte relatief laat zijn debuut in het betaalde voetbal, nadat hij op 21-jarige leeftijd door Piet de Visser werd gescout bij de amateurs van LONGA. In zijn eerste jaar bij Willem II scoorde hij meteen 11 doelpunten. De behendige aanvaller kreeg echter te kampen met blessureleed, waardoor hij tweemaal een knie-operatie moest ondergaan. Halverwege het seizoen 1989-90 werd hij door de Tilburgse eredivisionist uitgeleend aan VVV.
Hij speelde vervolgens nog drie seizoenen voor RBC, waarna hij al op 29-jarige leeftijd een punt zette achter het betaald voetbal. Hij speelde daarna nog voor RKSV Oisterwijk waarmee hij in het seizoen 1993/94 kampioen werd in de vijfde klasse.

## Statistieken
| Seizoen        | Club           | Land           | Competitie     | Wed. | Goals |
| -------------- | -------------- | -------------- | -------------- | ---- | ----- |
| 1985/86        | Willem II      | Nederland      | Eerste divisie | 27   | 11    |
| 1986/87        | Willem II      | Nederland      | Eerste divisie | 7    | 0     |
| 1987/88        | Willem II      | Nederland      | Eredivisie     | 13   | 8     |
| 1988/89        | Willem II      | Nederland      | Eredivisie     | 16   | 5     |
| 1989/90        | Willem II      | Nederland      | Eredivisie     | 6    | 0     |
| 1989/90        | VVV            | Nederland      | Eerste divisie | 9    | 2     |
| 1990/91        | RBC            | Nederland      | Eerste divisie | 36   | 7     |
| 1991/92        | RBC            | Nederland      | Eerste divisie | 34   | 10    |
| 1992/93        | RBC            | Nederland      | Eerste divisie | 10   | 2     |
| Carrièretotaal | Carrièretotaal | Carrièretotaal | Carrièretotaal | 158  | 45    |